# Hertha Berliner Sport-Club 1964-1965
Questa voce raccoglie le informazioni riguardanti l'Hertha Berliner Sport-Club nelle competizioni ufficiali della stagione 1964-1965.

## Stagione
Nella stagione 1964-1965 l'Hertha Berlino, allenato da Josef Schneider e Gerhard Schulte, concluse il campionato di Bundesliga al 14º posto. In Coppa di Germania l'Hertha Berlino fu eliminato al primo turno dall'Eintracht Braunschweig. In Coppa delle Fiere l'Hertha Berlino fu eliminato al primo turno dall'Anversa.

## Rosa
| N. |                     | Ruolo | Calciatore              |
| -- | ------------------- | ----- | ----------------------- |
|    | Germania (bandiera) | P     | Wolfgang Fahrian        |
|    | Germania (bandiera) | P     | Hans-Jürgen Krumnow     |
|    | Germania (bandiera) | P     | Wolfgang Tillich        |
|    | Germania (bandiera) | D     | Hans Eder               |
|    | Germania (bandiera) | D     | Lothar Groß             |
|    | Germania (bandiera) | D     | Klaus Heuer             |
|    | Germania (bandiera) | D     | Lothar Philipp          |
|    | Germania (bandiera) | D     | Otto Rehhagel           |
|    | Germania (bandiera) | D     | Hans-Günter Schimmöller |
|    | Germania (bandiera) | D     | Peter Schlesinger       |
|    | Germania (bandiera) | C     | Hans-Joachim Altendorff |

| N. |                     | Ruolo | Calciatore        |
| -- | ------------------- | ----- | ----------------- |
|    | Germania (bandiera) | C     | Helmut Faeder     |
|    | Germania (bandiera) | C     | Jürgen Sundermann |
|    | Germania (bandiera) | A     | Eberhard Borchert |
|    | Germania (bandiera) | A     | Uwe Klimaschefski |
|    | Germania (bandiera) | A     | Michael Krampitz  |
|    | Germania (bandiera) | A     | Willibert Kremer  |
|    | Germania (bandiera) | A     | Carl-Heinz Rühl   |
|    | Germania (bandiera) | A     | Klaus Scheinig    |
|    | Germania (bandiera) | A     | Kurt Schulz       |
|    | Germania (bandiera) | A     | Lutz Steinert     |
|    | Germania (bandiera) | A     | Horst Waclawiak   |

## Organigramma societario
Area tecnica
- Allenatore: Gerhard Schulte
- Allenatore in seconda:
- Preparatore dei portieri:
- Preparatori atletici:

## Calciomercato

### Sessione estiva
| Acquisti | Acquisti          | Acquisti         | Acquisti |
| R.       | Nome              | da               | Modalità |
| -------- | ----------------- | ---------------- | -------- |
| P        | Wolfgang Fahrian  | Ulma             |          |
| A        | Willibert Kremer  | Viktoria Colonia |          |
| A        | Kurt Schulz       | Lucerna          |          |
| C        | Jürgen Sundermann | Viktoria Colonia |          |

| Cessioni | Cessioni     | Cessioni          | Cessioni |
| R.       | Nome         | a                 | Modalità |
| -------- | ------------ | ----------------- | -------- |
| A        | Harald Beyer | Borussia Dortmund |          |

## Risultati

### Bundesliga

#### Girone di andata
| Arbitro: | Zimmermann |

|                         |           |                                |
| Schäfer 18’ Thielen 62’ | Marcatori | 70’ Faeder 77’ Rühl 89’ Schulz |

| Berlino 29 agosto 1964, ore 16:00 CET 2ª giornata | Hertha Berlino | 0 – 0 referto | Amburgo | Stadio Olimpico (85 000 spett.)\| Arbitro: \| Wieser \| |
| Arbitro:                                          | Wieser         |               |         |                                                         |

| Arbitro: | Mathieu |

|                     |           |  |
| Strehl 35’ Wild 60’ | Marcatori |  |

| Berlino 12 settembre 1964, ore 16:00 CET 4ª giornata | Hertha Berlino | 0 – 0 referto | Borussia Dortmund | Stadio Olimpico (60 000 spett.)\| Arbitro: \| Ohmsen \| |
| Arbitro:                                             | Ohmsen         |               |                   |                                                         |

| Arbitro: | Gusenburger |

|           |           |            |
| Geiger 6’ | Marcatori | 17’ Kremer |

| Arbitro: | Seekamp |

|            |           |                          |
| Faeder 26’ | Marcatori | 9’ Schämer 39’, 84’ Solz |

| Arbitro: | Epping |

|                       |           |                  |
| Schulz 33’ Kremer 74’ | Marcatori | 32’ Brunnenmeier |

| Arbitro: | Kreitlein |

|                             |           |  |
| Nowak 34’, 43’ Herrmann 57’ | Marcatori |  |

| Arbitro: | Sparing |

|                     |           |                      |
| Faeder 10’ Rühl 39’ | Marcatori | 32’ Krämer 52’ Gecks |

| Arbitro: | Hennig |

|                                                   |           |              |
| Schulz 68’ Schütz 69’, 80’ Zebrowski 83’ Soya 86’ | Marcatori | 60’ Krampitz |

| Arbitro: | Fischer |

|                                                                         |           |                                          |
| Altendorff 17’ Mangold 38’ (aut.) Rehhagel 40’, 45’ (rig.) Krampitz 68’ | Marcatori | 51’ Leydecker 54’, 90’ (rig.) Kapitulski |

| Arbitro: | Mathieu |

|              |           |              |
| Krafczyk 61’ | Marcatori | 31’ Krampitz |

| Arbitro: | Fritz |

|                     |           |          |
| Rühl 48’ Kremer 83’ | Marcatori | 64’ Madl |

| Arbitro: | Kreitlein |

|                 |           |                       |
| Heiden 10’, 37’ | Marcatori | 16’ Groß 64’ Krampitz |

| Arbitro: | Sparing |

|            |           |            |
| Schulz 51’ | Marcatori | 17’ Heiser |

#### Girone di ritorno
| Arbitro: | Tschenscher |

|              |           |                                |
| Steinert 27’ | Marcatori | 8’ Müller 11’ Overath 13’ Löhr |

| Arbitro: | Ott |

|                                                |           |                   |
| Seeler 1’, 41’ Wulf 43’ Schimmöller 46’ (aut.) | Marcatori | 26’ Klimaschefski |

| Arbitro: | Lutz |

|                     |           |                     |
| Rehhagel 68’ (rig.) | Marcatori | 12’ Wild 51’ Strehl |

| Arbitro: | Reil |

|                                                     |           |                                            |
| Emmerich 8’, 13’ Brungs 14’ Konietzka 41’, 63’, 71’ | Marcatori | 7’ Altendorff 64’ Schulz 65’ Klimaschefski |

| Berlino 30 gennaio 1965, ore 15:00 CET 20ª giornata | Hertha Berlino | 0 – 0 referto | Stoccarda | Stadio Olimpico (10 000 spett.)\| Arbitro: \| Niemeyer \| |
| Arbitro:                                            | Niemeyer       |               |           |                                                           |

| Arbitro: | Baumgärtel |

|                           |           |  |
| Solz 24’, 86’ Huberts 80’ | Marcatori |  |

| Arbitro: | Malka |

|                                                            |           |                                                         |
| Heiß 10’, 85’ Grosser 15’ Brunnenmeier 27’ Rebele 53’, 60’ | Marcatori | 35’ (rig.) Rehhagel 54’, 63’ Krampitz 68’ Klimaschefski |

| Arbitro: | Schulenburg |

|                                  |           |           |
| Rehhagel 42’ (rig.) Krampitz 66’ | Marcatori | 84’ Kreuz |

| Arbitro: | Fritz |

|                         |           |                         |
| Danzberg 20’ Müller 69’ | Marcatori | 18’ Kremer 24’ Steinert |

| Berlino 27 marzo 1965, ore 16:00 CET 25ª giornata | Hertha Berlino | 0 – 0 referto | Werder Brema | Stadio Olimpico (54 000 spett.)\| Arbitro: \| Jacobi \| |
| Arbitro:                                          | Jacobi         |               |              |                                                         |

| Arbitro: | Weyland |

|                      |           |                                  |
| Reitgassl 42’ (rig.) | Marcatori | 68’ Krampitz 73’ (rig.) Rehhagel |

| Arbitro: | Malka |

|  |           |                               |
|  | Marcatori | 47’ Gerwien 78’ Maas 88’ Moll |

| Arbitro: | Baumgärtel |

|  |           |            |
|  | Marcatori | 77’ Schulz |

| Arbitro: | Kreitlein |

|            |           |           |
| Schulz 89’ | Marcatori | 8’ Simmet |

| Arbitro: | Radermacher |

|                                         |           |            |
| Bandura 19’ Klose 72’ Laszig 81’ (rig.) | Marcatori | 34’ Schulz |

### Coppa di Germania
| Arbitro: | Fischer |

|                |           |                                             |
| Altendorff 53’ | Marcatori | 10’ Moll 38’ Bäse 49’, 57’ Wuttich 64’ Dulz |

### Coppa delle Fiere
| Arbitro: | Hansen |

|                  |           |           |
| Steinert 5’, 27’ | Marcatori | 57’ Bohez |

| Arbitro: | Phillips |

|                        |           |  |
| Bohez 24’ de Velde 75’ | Marcatori |  |

## Statistiche

### Statistiche di squadra
| Competizione      | Punti | In casa | In casa | In casa | In casa | In casa | In casa | In trasferta | In trasferta | In trasferta | In trasferta | In trasferta | In trasferta | Totale | Totale | Totale | Totale | Totale | Totale | DR  |
| Competizione      | Punti | G       | V       | N       | P       | Gf      | Gs      | G            | V            | N            | P            | Gf           | Gs           | G      | V      | N      | P      | Gf     | Gs     | DR  |
| ----------------- | ----- | ------- | ------- | ------- | ------- | ------- | ------- | ------------ | ------------ | ------------ | ------------ | ------------ | ------------ | ------ | ------ | ------ | ------ | ------ | ------ | --- |
| Bundesliga        | 25    | 15      | 4       | 7       | 4       | 18      | 21      | 15           | 3            | 4            | 8            | 22           | 41           | 30     | 7      | 11     | 12     | 40     | 62     | -22 |
| Coppa di Germania | -     | 1       | 0       | 0       | 1       | 1       | 5       | 0            | 0            | 0            | 0            | 0            | 0            | 1      | 0      | 0      | 1      | 1      | 5      | -4  |
| Coppa delle Fiere | -     | 1       | 1       | 0       | 0       | 2       | 1       | 1            | 0            | 0            | 1            | 0            | 2            | 2      | 1      | 0      | 1      | 2      | 3      | -1  |
| Totale            | 25    | 17      | 5       | 7       | 5       | 21      | 27      | 16           | 3            | 4            | 9            | 22           | 43           | 33     | 8      | 11     | 14     | 43     | 70     | -27 |

### Andamento in campionato
| Giornata  | 1 | 2 | 3  | 4  | 5  | 6  | 7 | 8  | 9  | 10 | 11 | 12 | 13 | 14 | 15 | 16 | 17 | 18 | 19 | 20 | 21 | 22 | 23 | 24 | 25 | 26 | 27 | 28 | 29 | 30 |
| --------- | - | - | -- | -- | -- | -- | - | -- | -- | -- | -- | -- | -- | -- | -- | -- | -- | -- | -- | -- | -- | -- | -- | -- | -- | -- | -- | -- | -- | -- |
| Luogo     | T | C | T  | C  | T  | C  | C | T  | C  | T  | C  | T  | C  | T  | C  | C  | T  | C  | T  | C  | T  | T  | C  | T  | C  | T  | C  | T  | C  | T  |
| Risultato | V | N | P  | N  | N  | P  | V | P  | N  | P  | V  | N  | V  | N  | N  | P  | P  | P  | P  | N  | P  | P  | V  | N  | N  | V  | P  | V  | N  | P  |
| Posizione | 3 | 3 | 10 | 11 | 12 | 13 | 9 | 10 | 11 | 14 | 11 | 12 | 9  | 10 | 9  | 10 | 12 | 13 | 15 | 14 | 15 | 16 | 15 | 14 | 14 | 12 | 13 | 13 | 13 | 14 |

Legenda:

Luogo: C = Casa; T = Trasferta. Risultato: V = Vittoria; N = Pareggio; P = Sconfitta.

### Statistiche dei giocatori
| Giocatore        | Bundesliga | Bundesliga | Bundesliga  | Bundesliga | Coppa di Germania | Coppa di Germania | Coppa di Germania | Coppa di Germania | Coppa delle Fiere | Coppa delle Fiere | Coppa delle Fiere | Coppa delle Fiere | Totale   | Totale | Totale      | Totale     |
| Giocatore        | Presenze   | Reti       | Ammonizioni | Espulsioni | Presenze          | Reti              | Ammonizioni       | Espulsioni        | Presenze          | Reti              | Ammonizioni       | Espulsioni        | Presenze | Reti   | Ammonizioni | Espulsioni |
| ---------------- | ---------- | ---------- | ----------- | ---------- | ----------------- | ----------------- | ----------------- | ----------------- | ----------------- | ----------------- | ----------------- | ----------------- | -------- | ------ | ----------- | ---------- |
| H. Altendorff    | 14         | 2          | 0           | 0          | 1                 | 1                 | 0                 | 0                 | 1                 | 0                 | 0                 | 0                 | 16       | 3      | 0           | 0          |
| E. Borchert      | 3          | 0          | 0           | 0          | 0                 | 0                 | 0                 | 0                 | 2                 | 0                 | 0                 | 0                 | 5        | 0      | 0           | 0          |
| H. Eder          | 30         | 0          | 0           | 0          | 1                 | 0                 | 0                 | 0                 | 2                 | 0                 | 0                 | 0                 | 33       | 0      | 0           | 0          |
| H. Faeder        | 21         | 3          | 0           | 0          | 0                 | 0                 | 0                 | 0                 | 1                 | 0                 | 0                 | 0                 | 22       | 3      | 0           | 0          |
| W. Fahrian       | 25         | 0          | 0           | 0          | 0                 | 0                 | 0                 | 0                 | 2                 | 0                 | 0                 | 0                 | 27       | 0      | 0           | 0          |
| L. Groß          | 11         | 1          | 0           | 0          | 1                 | 0                 | 0                 | 0                 | 2                 | 0                 | 0                 | 0                 | 14       | 1      | 0           | 0          |
| K. Heuer         | 0          | 0          | 0           | 0          | 0                 | 0                 | 0                 | 0                 | 0                 | 0                 | 0                 | 0                 | 0        | 0      | 0           | 0          |
| U. Klimaschefski | 29         | 3          | 0           | 0          | 0                 | 0                 | 0                 | 0                 | 1                 | 0                 | 0                 | 0                 | 30       | 3      | 0           | 0          |
| M. Krampitz      | 15         | 8          | 0           | 0          | 0                 | 0                 | 0                 | 0                 | 1                 | 0                 | 0                 | 0                 | 16       | 8      | 0           | 0          |
| W. Kremer        | 28         | 4          | 0           | 0          | 1                 | 0                 | 0                 | 0                 | 0                 | 0                 | 0                 | 0                 | 29       | 4      | 0           | 0          |
| H. Krumnow       | 3          | 0          | 0           | 0          | 1                 | 0                 | 0                 | 0                 | 0                 | 0                 | 0                 | 0                 | 4        | 0      | 0           | 0          |
| L. Philipp       | 0          | 0          | 0           | 0          | 0                 | 0                 | 0                 | 0                 | 0                 | 0                 | 0                 | 0                 | 0        | 0      | 0           | 0          |
| O. Rehhagel      | 30         | 6          | 0           | 0          | 1                 | 0                 | 0                 | 0                 | 2                 | 0                 | 0                 | 0                 | 33       | 6      | 0           | 0          |
| C. Rühl          | 26         | 3          | 0           | 0          | 0                 | 0                 | 0                 | 0                 | 1                 | 0                 | 0                 | 0                 | 27       | 3      | 0           | 0          |
| K. Scheinig      | 0          | 0          | 0           | 0          | 0                 | 0                 | 0                 | 0                 | 0                 | 0                 | 0                 | 0                 | 0        | 0      | 0           | 0          |
| H. Schimmöller   | 29         | 0          | 0           | 0          | 1                 | 0                 | 0                 | 0                 | 2                 | 0                 | 0                 | 0                 | 32       | 0      | 0           | 0          |
| P. Schlesinger   | 0          | 0          | 0           | 0          | 1                 | 0                 | 0                 | 0                 | 0                 | 0                 | 0                 | 0                 | 1        | 0      | 0           | 0          |
| K. Schulz        | 22         | 7          | 0           | 0          | 1                 | 0                 | 0                 | 0                 | 1                 | 0                 | 0                 | 0                 | 24       | 7      | 0           | 0          |
| L. Steinert      | 13         | 2          | 0           | 0          | 1                 | 0                 | 0                 | 0                 | 2                 | 2                 | 0                 | 0                 | 16       | 4      | 0           | 0          |
| J. Sundermann    | 29         | 0          | 0           | 0          | 1                 | 0                 | 0                 | 0                 | 2                 | 0                 | 0                 | 0                 | 32       | 0      | 0           | 0          |
| W. Tillich       | 2          | 0          | 0           | 0          | 0                 | 0                 | 0                 | 0                 | 0                 | 0                 | 0                 | 0                 | 2        | 0      | 0           | 0          |
| H. Waclawiak     | 0          | 0          | 0           | 0          | 0                 | 0                 | 0                 | 0                 | 0                 | 0                 | 0                 | 0                 | 0        | 0      | 0           | 0          |